# Lucius Valerius Priscus
Lucius Valerius Priscus war ein Angehöriger des römischen Ritterstandes (Eques).
Durch eine Inschrift, die in Patavium gefunden wurde, ist die militärische Laufbahn (siehe Tres militiae) von Priscus bekannt. Er war zunächst Kommandeur (Praefectus) von zwei Kohorten, einer Cohors III Thracum und einer Cohors II equitata. Danach diente er als Tribunus militum in der Legio X Fretensis. Zuletzt übernahm er im Range eines Präfekten die Leitung der Ala Flaviana.

## Cohors III Thracum
Es gab mehrere Einheiten mit dieser Bezeichnung (siehe Cohors III Thracum). John Spaul ordnet Priscus der Cohors III Thracum Syriaca zu, die in der Provinz Syria stationiert war. Laut John Spaul wurde von Hubert Devijver vermutet, dass Priscus die Cohors III Thracum kommandierte, die in der Provinz Raetia stationiert war.